# Stegodyphus sarasinorum
Espèce
Stegodyphus sarasinorum est une espèce d'araignées aranéomorphes de la famille des Eresidae.

## Distribution
Cette espèce se rencontre au Pakistan, en Inde, au Sri Lanka, au Népal et en Birmanie.

## Description
La femelle holotype mesure 7,5 mm.
Les mâles mesurent de 5,6 à 6,8 mm et les femelles de 8,8 à 11,6 mm.
C'est une araignée sociale.
Cette espèce pratique la matriphagie : les juvéniles dévorent leur mère qui s'auto-liquéfie pour offrir protéines et énergie à sa descendance.

## Étymologie
Cette espèce est nommée en l'honneur de Paul Benedict Sarasin et de son cousin Karl Friedrich Sarasin.

## Publication originale
- Karsch, 1892 : « Arachniden von Ceylon und von Minikoy gesammelt von den Herren Doctoren P. und F. Sarasin. » Berliner Entomologische Zeitschrift, vol. 36, p. 267-310 (texte intégral).